# Гнојнице (Цетинград)
Гнојнице су насељено место у општини Цетинград, на Кордуну, Карловачка жупанија, Република Хрватска.

## Географија
Гнојнице се налазе око 9 км југозападно од Цетинграда.

## Историја
Гнојнице су се од распада Југославије до августа 1995. године налазиле у Републици Српској Крајини. До територијалне реорганизације у Хрватској налазиле су се у саставу бивше велике општине Слуњ.

## Становништво
Према попису становништва из 2011. године, насеље Гнојнице је имало 24 становника.

### Број становника по пописима
| Националност   | 2001. | 1991. | 1981. | 1971. | 1961. | 1953. | 1948. | 1931. | 1921. | 1910. | 1900. | 1890. | 1880. | 1869. | 1857. |
| бр. становника | 47    | 239   | 244   | 392   | 405   | 489   | 561   | 563   | 474   | 484   | 573   | 944   | 857   | 791   | 840   |

- напомене:

У 2001. смањено издвајањем насеља Горње Гнојнице и Доње Гнојнице. Од 1857. до 1890. садржи податке за насеље Татар Варош, а до 1991. за насеља Горње Гнојнице и Доње Гнојнице.